# Etmopterus burgessi
Etmopterus burgessi és una espècie de peix de la família dels dalàtids i de l'ordre dels esqualiforms.

## Hàbitat
És un peix marí d'aigües profundes.

## Distribució geogràfica
Es troba a Taiwan.